# Arc (langage)
Arc est une variation de Lisp développée par Paul Graham et Robert Morris.

## Historique
En 2001, Paul Graham annonça qu'il travaillait sur une nouvelle variante de Lisp nommée "Arc". Depuis, il a écrit plusieurs essais décrivant le langage et son but. Certains projets internes de Y Combinator furent écrits en Arc, le plus connu étant Hacker News.

## Référence
- (en) Cet article est partiellement ou en totalité issu de l’article de Wikipédia en anglais intitulé « Arc (programming language) » (voir la liste des auteurs).